# Equisetum diffusum
La cola de caballo del Himalaya (Equisetum diffusum) es una especie de planta perenne perteneciente a la familia Equisetaceae.

## Descripción

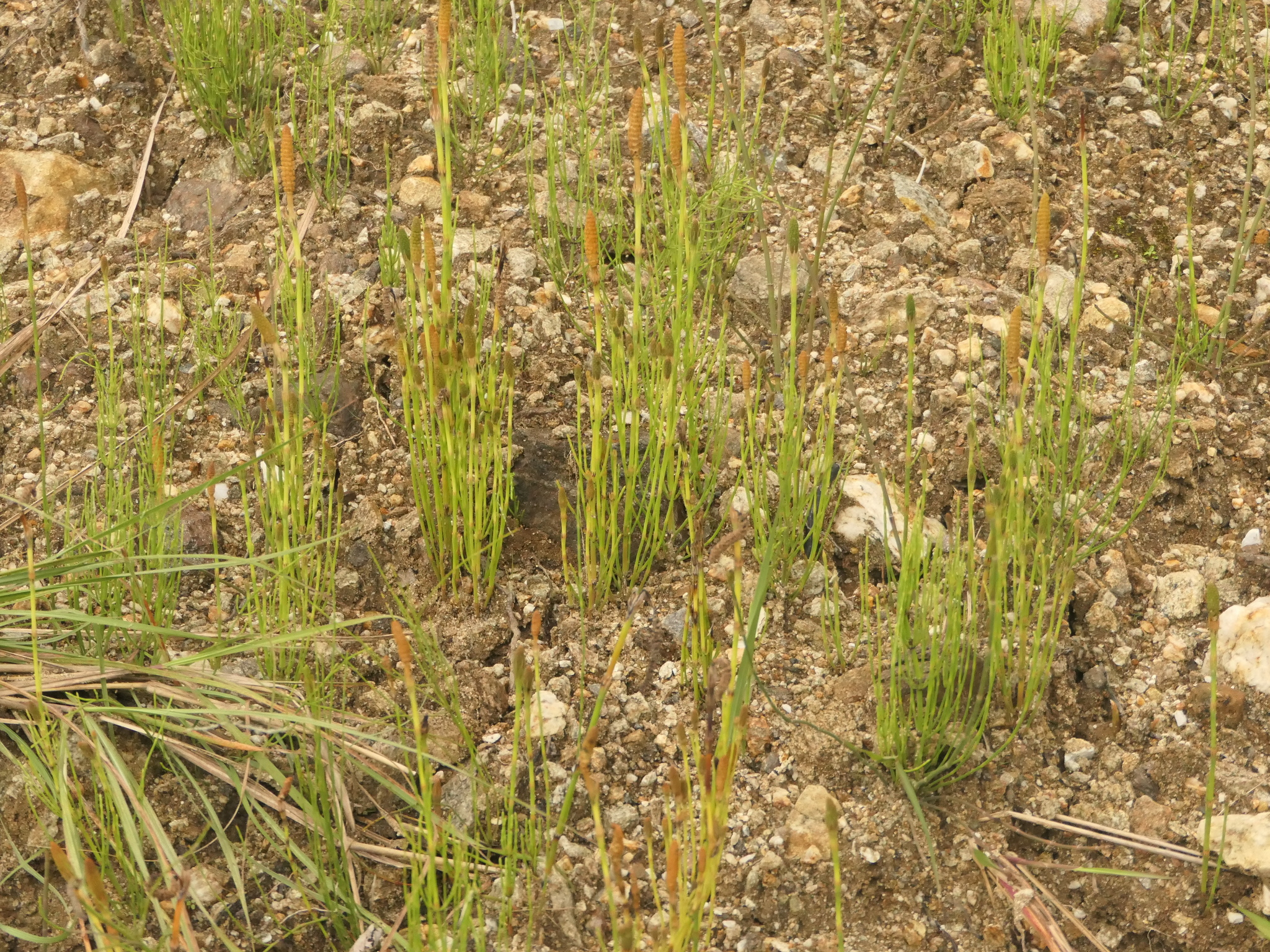
En si hábitat

Equisetum diffusum es una planta perenne que alcanza la longitud de 25-60 cm. Se desarrolla preferentemente en terrenos silicícos y posee un tallo rizomatoso. Este tallo marrón puede presentar pequeñas raíces de aspecto piloso, así como tubérculos.

## Taxonomía
Equisetum diffusum fue descrita por  David Don y publicado en Prodromus Florae Nepalensis 19 en el año 1825.
Etimología
Equisetum: nombre genérico que proviene del latín: equus = (caballo) y seta (cerda).
diffusum: epíteto latíno que significa "extendido".
Sinónimos
- Equisetum diffusum var. paucidentatum C.N. Page
- Equisetum mekongense C.N. Page[3]